# Laia Pons
Laia Pons Areñas (ur. 24 kwietnia 1993 w Granollers) – hiszpańska pływaczka synchroniczna, medalistka olimpijska z Londynu, medalistka mistrzostw świata.
Była uczestniczką letnich igrzysk olimpijskich w Londynie. Przystąpiła tam do rywalizacji drużyn. W tej konkurencji Hiszpanka wywalczyła brązowy medal dzięki rezultatowi 193,12 pkt.
W 2012 otrzymała złoty medal mistrzostw Europy w konkurencji zespołów kombinacja, natomiast w 2013 otrzymała srebrny medal mistrzostw świata w tej samej konkurencji.